# Hans Zikeli
Hans Zikeli, nemško-romunski rokometaš, * 3. oktober 1910, † 6. februar 1999.
Leta 1936 je na poletnih olimpijskih igrah v Berlinu v sestavi romunske rokometne reprezentance osvojil peto mesto.